# Захар'їна-Юр'єва Анастасія Романівна
Цариця Анастасія Романівна, уроджена  Захар'їна-Юр'єва (нар. 1530 або 1532 — пом. 28 липня  [7] серпня 1560) — перша дружина царя Івана Васильовича Грозного, мати царя Федора Івановича. Смерть цариці, яку вважали отруєною, важко відбилася на душевному стані Івана і була однією з обставин, які загострили його боротьбу з боярством.

## Біографія

### Родина
Анастасія походила з роду Захар'їних-Юр'євих, які згодом іменувалися Романовими. Її батько, Роман Юрійович Кошкін-Захаров-Юр'єв, був окольничим при Василію III, через свою ранню смерть особливо нічим не відзначився, а її дядько перебував при малолітньому Івану IV як опікун.
Днем її народження, мабуть, було 2 жовтня; її святою покровителькою, можливо, могла бути свята Устина (на честь якої присвячена одна з церков храму Василя Блаженного).
Завдяки шлюбу Анастасії відбулося піднесення роду Романових, а в 1598 році, після згасання московської лінії Рюриковичів, близька спорідненість з останнім царем Федором дала підстави Романовим претендувати на престол. Обраний в 1613 році перший цар з дому Романових Михайло Федорович — внучатий племінник Анастасії Романівни, онук її брата Микити.

### Весілля
Була молодшою з двох дочок. Після смерті батька в 1543 році жила з матір'ю. Майбутня цариця Анастасія славилася своєю красою. Дуже невисокого росту, вона мала правильні риси обличчя, довге густе темне волосся і, ймовірно, темні очі.
Після свого вінчання на царство (16 січня 1547 року) 16-річний Іван вирішив одружитися і в лютому того ж року влаштував огляд наречених, вибравши Анастасію з великої кількості претенденток.
Цікаво, що померлий в 1538 році брат покійного Романа, — Захар'їн-Юр'єв Михайло Юрійович, входив до числа опікунів над малолітнім Іваном Грозним, що можливо, дало «конкурсантці» деякі переваги.

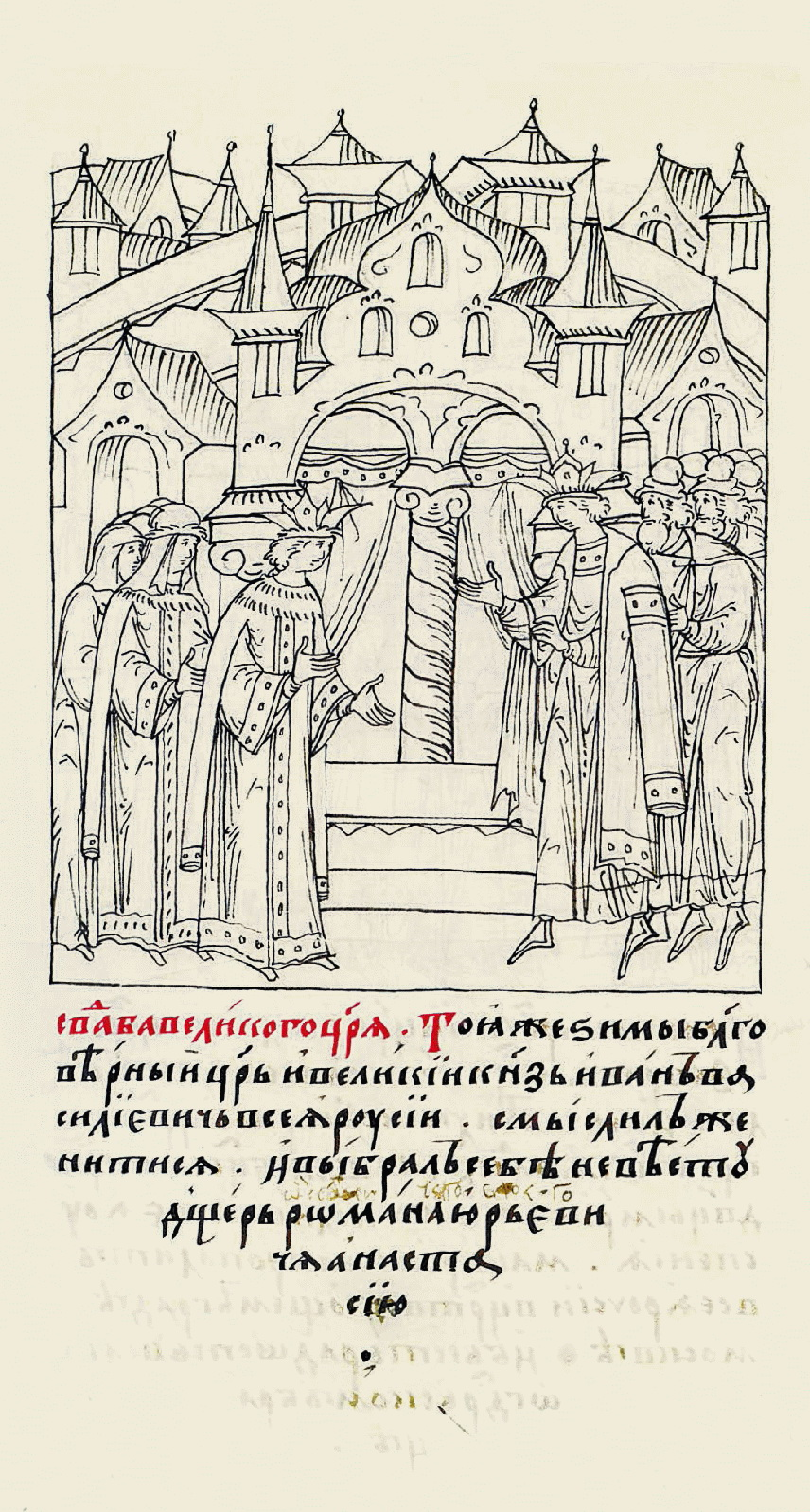
Весілля Івана Грозного з Анастасією Романовою. «Царствена книга»

Вінчалася з царем 3 лютого 1547 року, таїнство здійснив митрополит Макарій.

Але не знатність, а особисті якості нареченої виправдовували цей вибір, і сучасники, зображуючи достоїнства її, приписують їй всі жіночі чесноти, для яких тільки знаходили вони ім'я в мові російській: цнотливість, смирення, побожність, чутливість, благість, з'єднані з розумом ґрунтовним; не говорячи вже про красу, бо вона вважалася вже необхідним додатком щасливою Царської нареченої.

Згадують, що таким чином, здійснилося пророцтво преподобного Геннадія Любимського та Костромського, дане вдові-боярині Іуліанії: «…бути її доньці царицею у Москві». (Пізніше св. Геннадій став хрещеним дочки Анастасії — Ганни).

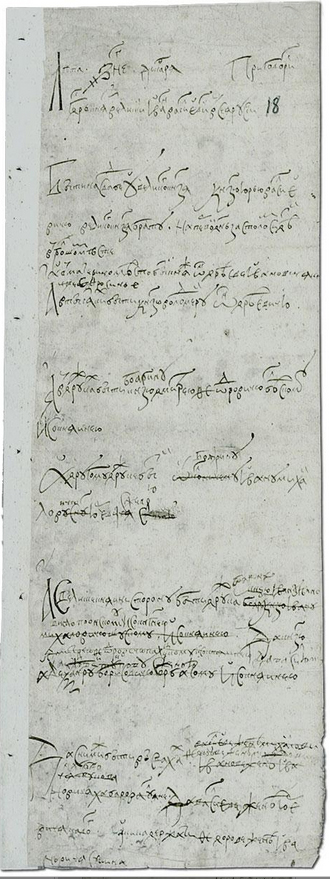
Чиновний весільний список одруження царя Івана IV Васильовича

Зберігся Чиновний весільний список одруження царя Івана IV Васильовича. До нього входить Опис шкатули з коштовностями цариці Анастасії Романівни:

«Шкатула писана фарбами жовтими, а по ній смуги чорні, по боках окована. А в тій шкатулі три скриночки та на верху в похоронці чепи золоті плоскі, хрести, зарукав'є, 2 пір'їнки перлових з каміння і 3 перли великі, сережки різні у формі квіток з каменю, пояси золоті і перлові, монети золоті та багато іншого, не можна згадати, тому що списки того всього там же в шкатулі. У тій же шкатулу коруна з каміння різного і з перлів. Волосник з окатними перлами і з різьбленим камінням…»

Одруження з нерівною було погано сприйняте боярами. Наприклад, князь Семен Лобанов-Ростовський звинуватив Івана Васильовича в тому, що «їх усіх государ не шанує, великі роди ганьбить, а наближає до себе молодих людей, й нас ними утискає; так і тим нас потіснив, що одружився, у боярина свого дочку взяв… рабу свою. І нам як служити своїй сестрі?».

### Життя в шлюбі
За словами літописців:
|  | Предобра Анастасія наставляла і приводила Івана до всяких чеснот |

Англієць Герсей пише про неї аналогічно: «Ця Цариця була такою мудрою, доброчесною, благочестивою та впливовою, що її шанували і любили всі підлеглі. Великий князь був молодий і запальний, але вона керувала ним з дивовижною лагідністю і розумом».
Майже не втручалася в справи чоловіка, але заслужила від недоброзичливців порівняння з нечестивою імператрицею Євдоксією, гонителькою Івана Золотоустого — за аналогією з її неприязню до Сильвестра. У посланнях до Курбського цар звинувачував бояр у ненависті до Анастасії, яку вони порівнювали з Євдоксією.  А. М. Курбський, розповідаючи про смерть цариці, згадує про наклеп на Сильвестра і Адашева, «аки би зачарували її ці мужі».
Як і було прийнято в теремах, займалася рукоділлям, вишиваючи та гаптуючи пелени, покриви, плащаниці для церков. Деякі з них збереглися й донині.
Народила шістьох дітей, більшість з яких померли в дитинстві.

#### Майстерня Анастасії Романівни
Цариця активно зі своїми жінками займалася вишиванням , з її майстерні виходило безліч творів. «В музеях Росії збереглося більше півтора десятків шитих творів, які за вкладними написами і художнім стилем можна віднести до майстерні Анастасії Романової. Вони характеризуються розкішшю матеріалів і високими художніми достоїнствами, які свідчать про смак і талант господині майстерні».
Твори, що виходили з царської світлиці, відрізняє особлива «історичність» — зв'язок з державними подіями або з життям царської сім'ї. «У них знайшли відображення, як свідчать дати та вкладні написи, моління про спадкоємця престолу, про перемоги московського воїнства в походах Івана Грозного на Казань, ідеї утвердження самодержавства московського государя, його богообраності і царственого заступництва православним народам. Ці твори знаменують собою цілу епоху в художньому житті Москви».
Серед них:
- надгробні покрови святителя Іони, митрополита Московського (ГММК),
- преподобних Кирила Білозерського (ГРМ)
- Микити, стовпника Переяславського (ВСМЗ)
- плащаниця з рідкісною композицією несення Тіла Господа Ісуса Христа до гробу (ПІАМ)
- хоругви і підвісні пелени з зображеннями Богоматері, Св. Трійці, святих Димитрія Солунського, Микити Воїна (ГТГ, ПЗІХМЗ, КБМЗ)
- завіса царських врат із зображенням Господа Ісуса Христа Великого Архієрея з майбутніми Богоматір'ю, св. Іоанном Предтечею і з вибраними святими на каймах (Хіландарський монастир, Афон), надіслана царем в числі інших дарів у 1555 р. афонським старцям, які просили, щоб «государ пожалував взяв у своє царське ім'я монастир їх Хіландар».

До створення творів залучалися іконописці різних напрямків: «споконвіку московські (покров „Святитель Іона, митрополит Московський“, хоругва „Великомученик Димитрій Солунський“), так званої макаріївської школи (покров „Преподобний Микита, стовпник Переяславський“), псковичі (плащаниця (ПІАМ)), південнослов'янські майстри (покров „Голгофа“ (СПДІАХМЗ)), що зіграло свою роль у процесі складання загальноросійської культури».

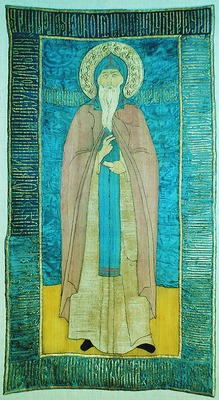
Прп. Микита, стовпник Переяславський. Покров (ВСМЗ)
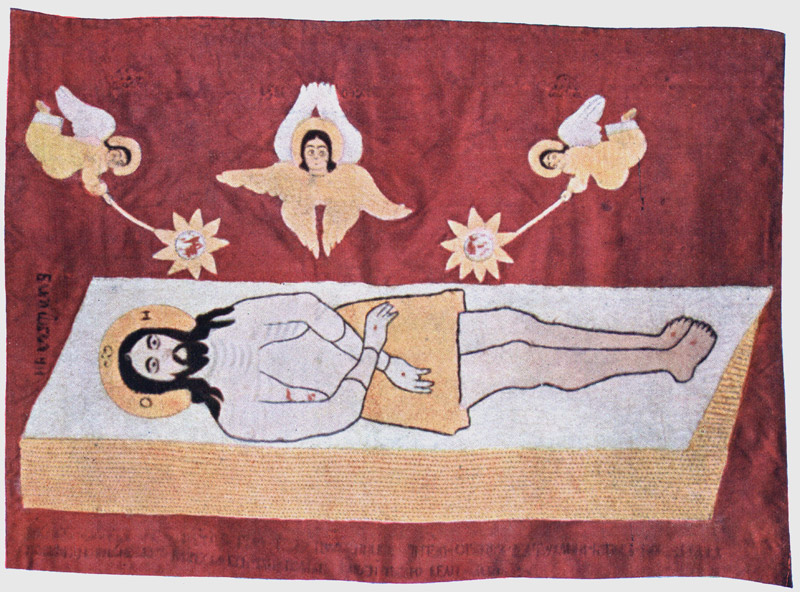
Плащаниця, Стариця
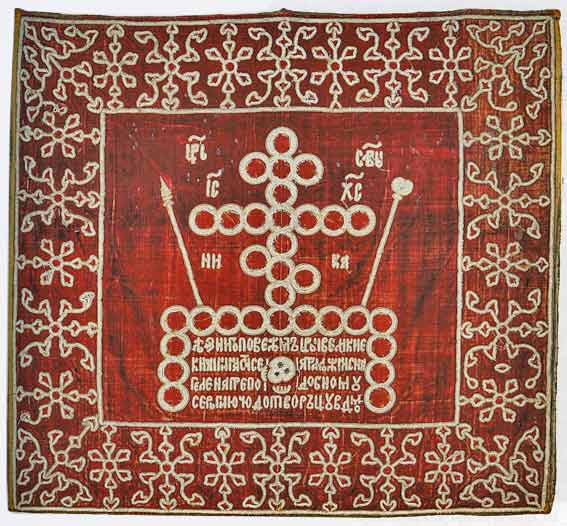
Пелена «Хрест на Голгофі», Сергієв Посад
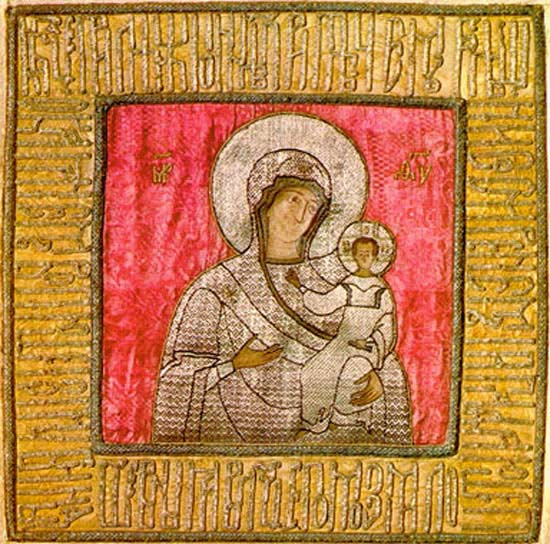
«Богоматір Одигітрія» і «Микита», двостороння хоругва, Переяславль-Залеський

#### Смерть

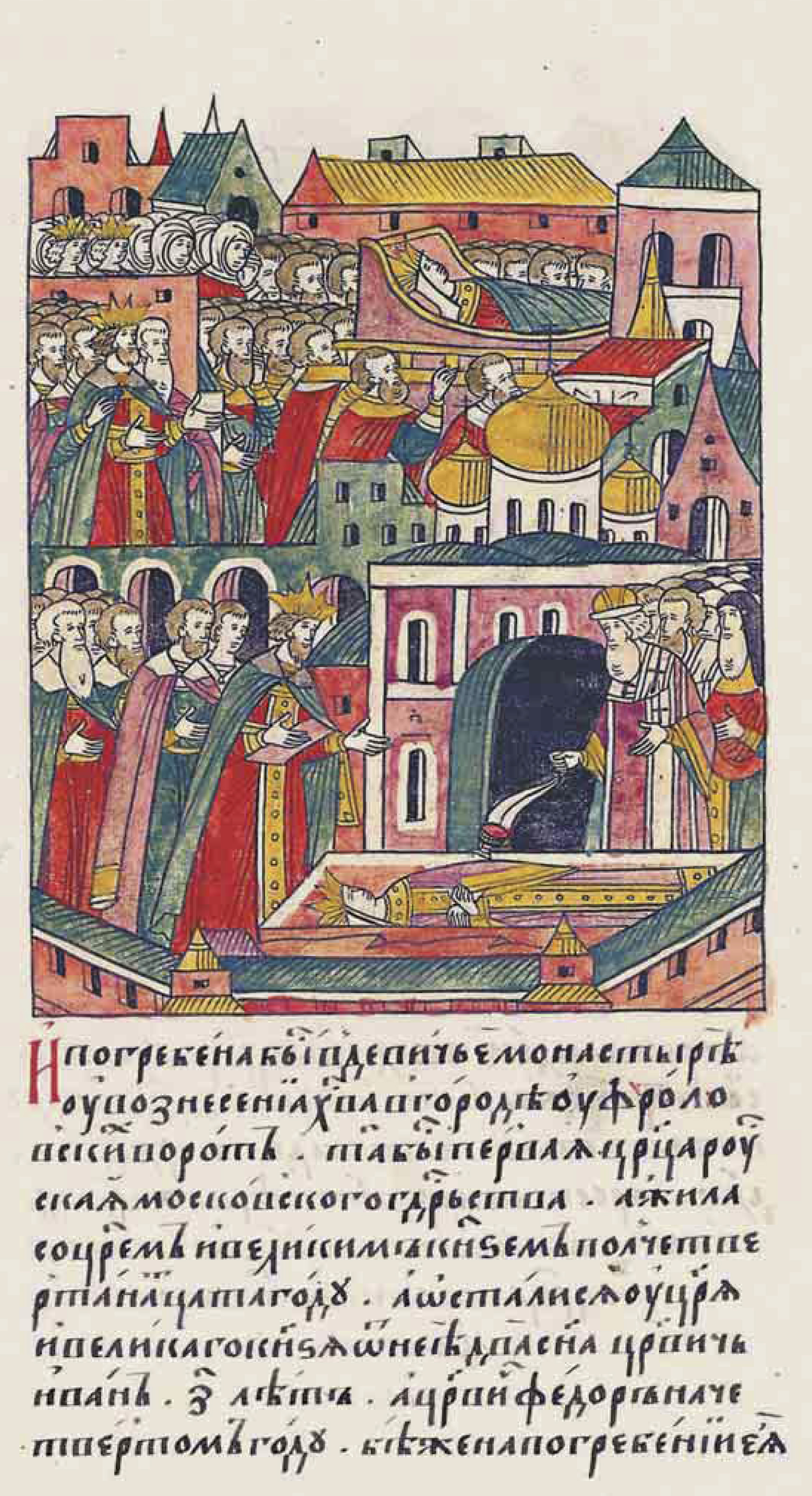
Поховання Анастасії (мініатюра Особового літописного зводу)

Її здоров'я було підірване частими пологами і хворобами. У 1559 році вона серйозно захворіла. Під час цієї хвороби у царя сталося зіткнення з кимось із радників, яких він так і підозрював у неприхильності до Захар'їних і які, зі свого боку, вважали Захар'їних головною причиною свого падіння.
Через московську пожежу 1560 року царицю відвезли в село Коломенське, де вона незабаром померла.
Версію про отруєння Анастасії підтримує дослідження її останків, проведене в 2000 році за ініціативи завідувачки археологічного відділу музеїв Кремля Тетяни Панової. Разом з фахівцями з Бюро судово-медичної експертизи Комітету охорони здоров'я Москви геохіміки провели спектральний аналіз збереженої темно-русявої коси цариці. В значній концентрації виявлено ртуть, миш'як, свинець. За оцінками вчених, такої кількості ртуті, яка була головною отрутою тієї епохи, не могло нагромадитися навіть при щоденному використанні середньовічної косметики (для якої було типово високий вміст сполук отруйного металу). «Ртуть зафіксована не лише у волоссі, де вона накорпичилася у величезній кількості — 4,8 мг (у перерахунку на 100 грамів навіски), але і у фрагментах поховального одягу (0,5 міліграма) і в тлені (0,3 міліграма)». Порушувалося питання про реконструкцію портрета цариці по черепу, але він виявився в недостатньо гарному для цього стані.
Була похована в кремлівському Вознесенському монастирі. На її похорон зібралося багато народу, «бяше же про неї плач немалий, бе бо милостива і беззлоблива до всіх». На похороні Іван ридав і «від великого стогону і від жалості серця» ледве тримався на ногах". Все життя він згадував про Анастасію з жалем і порівнював з нею наступних дружин.

Тринадцять років він насолоджувався повним щастям сімейним, заснованим на коханні до дружини ніжної і доброчесної. Анастасія ще народила сина, Федора, і доньку Євдокію; цвіла юністю і здоров'ям: але в липні 1560 року занедужала тяжкою хворобою, що посилилась переляком. У суху пору, при сильному вітрі, загорівся Арбат; хмари диму з палаючими головнями неслися до Кремля. Государ вивіз хвору Анастасію в село Коломенське; сам гасив вогонь, піддаючись найбільшої небезпеки: стояв проти вітру, обсипаний іскрами, і своєю безстрашністю розпалив таке завзяття в знатних чиновників, що дворяни і бояри кидалися в полум'я, ламали будівлі, носили воду, лазили по покрівлі. Пожежа декілька разів поновлювалася і рівнявся з битвою: багато людей втратили життя або залишилися понівеченими. Цариці від страху і занепокоєння стало гірше. Мистецтво медиків не мало успіху, і, до розпачу чоловіка, Анастасія 7 серпня, о п'ятій годині дня, померла … Ніколи великий смуток не зображувався зворушливіше та сильніше. Не Двір лише, а вся Москва хоронили свою першу, улюблену Царицю. Коли несли тіло в Дівочий Вознесенський монастир, народ не давав шляху ні духовенству, ні вельможам, пробиваючись на вулицях до гробу. Всі плакали, і всі невтішно бідні, жебраки, називаючи Анастасію ім'ям матері. Їм хотіли роздавати загальноприйняту в таких випадках милостиню: вони не брали, цураючись всякої втіхи в цей день печалі. Іоанн йшов за труною: брати, князі Юрій, Володимир Андрійович і юний цар Казанський, Олександр, вели його під руки. Він стогнав і рвався: один митрополит, сам обливаючись сльозами, осмілювався нагадувати йому про твердість християнина … Але ще не знали, що Анастасія забрала з собою в могилу!
Тут кінець щасливих днів Івана та Московщини, бо він позбувся не тільки дружини, але і доброчесність, як побачимо в наступному розділі.

#### Наслідки смерті

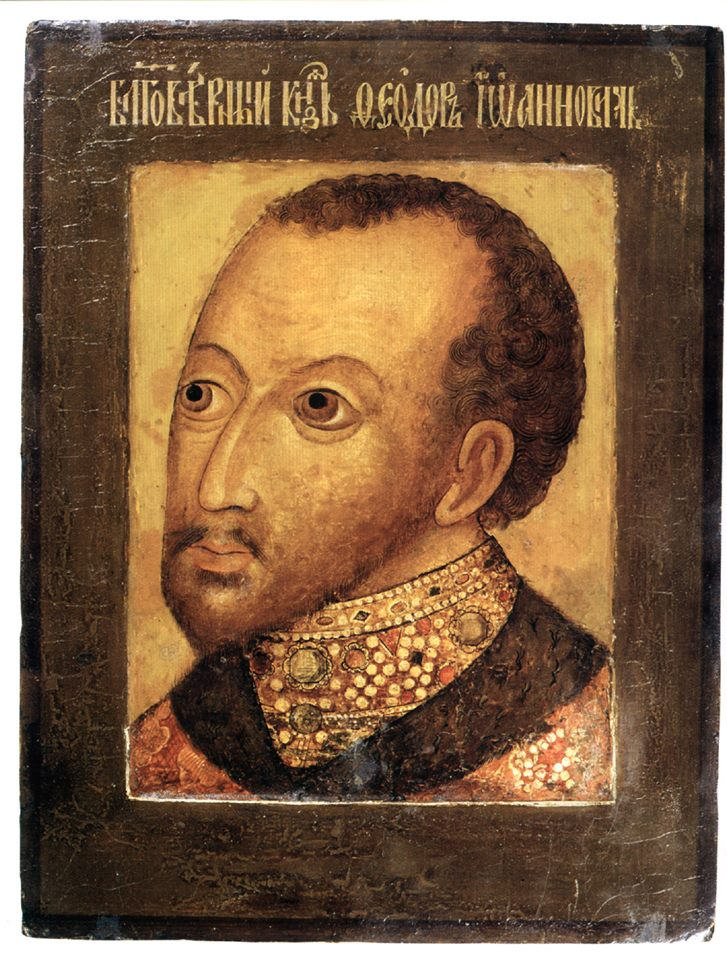
Єдиний переживший батька син Анастасії — цар Федір

Смерть Анастасії Романівни, що настала за обставин, що дозволяють припустити отруєння, стала причиною різкої психологічної кризи Івана Грозного. Підозрюючи оточуючих в її вбивстві, він почав першу помітну кампанію проти бояр і ближніх радників (до 1560 року стосунки Івана з високопоставленими придворними були вже досить напруженими).
Сам цар у другому посланні до Курбського писав: «…а і з жінкою мене ви про що розлучили? Тільки б у мене не відібрали юнки моєї, то б Кронови жертви не було». Також Іван вказував, що «і отравами царицю Анастасію изведоша».
Князь Курбський в «Історії про великого князя Московського» писав, що у смерті дружини, викликаної, на думку Івана Грозного, «чарами», цар звинуватив своїх колишніх радників, священика Сильвестра і А. Ф. Адашева. Прямих доказів не було, крім показань польки Магдалени, таємної католички, яка жила в будинку Адашева, які були здобуті під тортурами. На спільному засіданні Боярської думи і священного Собору на чолі зі святителем Макарієм, митрополитом Московським, обвинувачені були засуджені.
Зі смертю ж цариці Анастасії цар став дуже злим і вельми блудливим: «померлої убо цариці Анастасії наче цар яр бути і чинив перелюб часто».

### Діти:
Докладніше: Діти Івана IV
1. Анна (10 серпня 1549 — 20 липня 1550)
2. Марія (17 березня 1551 — 8 грудня 1552)
3. Дмитро (Старший) (11 жовтня 1552 — 4 червня 1553), спадкоємець батька, дитина випадково загинула
4. Іван (28 березня 1554 — 19 листопада 1581)
5. Євдокія (26 лютого 1556 — червень 1558)
6. Федір (11 травня 1557 — 7 січня 1598), з 1584 року — цар[11].

## В кінематографі
- У фільмі «Іван Грозний» (1944), актриса — Целіковська Людмила Василівна. По фільму Анастасія помирає від отрути, підсипаної Єфросинією Старицькою.
- У фільмі «Цар Іван Грозний» (1991), акторка Ольга Дроздова.
- У 16-серійному серіалі «Іван Грозний» (2009), актриса — Марія Шашлова.